# Eduard Schlagintweit
Eduard Schlagintweit (München, 23 maart 1831 - Hausen bei Bad Kissingen, 10 juli 1866) was een Duits schrijver, poëet en militair.

## Biografie

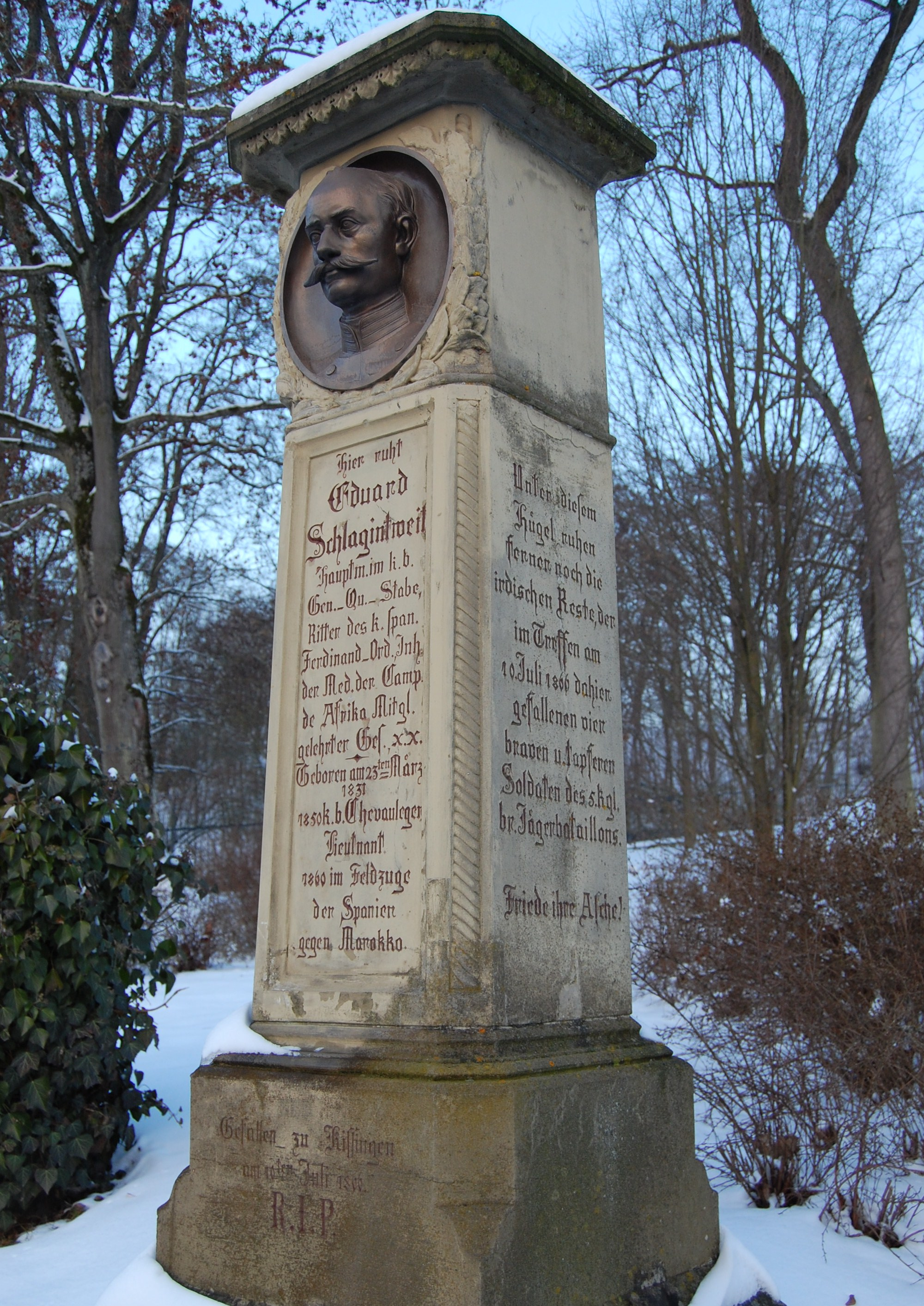
Grafdenksteen van Eduard Schlagintweit in Bad Kissingen

Eduard Schlagintweit was het derde kind uit de familie van bekende ontdekkingsreizigers Schlagintweit uit München. Zijn twee oudere broers waren Hermann en Adolf en zijn twee jongere broers Robert en Emil. Zijn moeder overleed in het kraambed van haar zesde kind, toen Eduard nog jong was.
Eduard Schlagintweit beschreef van 1859-60 de Afrikaanse Oorlog die eindigde in het Verdrag van Tanger en waarin Marokko de Spaanse soevereiniteit erkende over de Noord-Afrikaanse steden Ceuta en Melilla.
Eduard Schlagintweit vocht in de Duitse Broederoorlog en verloor het leven bij de Slag bij Bad Kissingen op 10 juli 1866.